# Owha

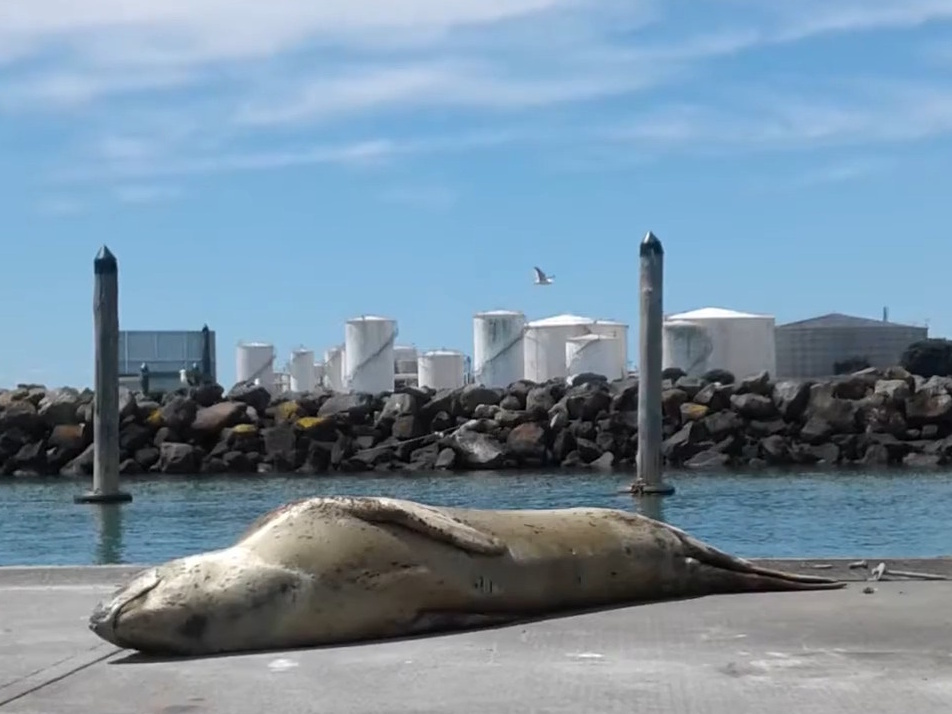
Owha 2016

Owha (He owha nā ōku tūpuna, ɔfa, geb. vor 2012) ist eine Seeleopardendame, die an verschiedenen Stellen im Norden der 
Nordinsel Neuseelands gesichtet wurde, beispielsweise im Waitematā Harbour in Auckland, wo sie gerne auf Pontons schlief. Owha war für ihr „äußerst neugieriges Verhalten“ bekannt („highly inquisitive behaviour“ - Website Stuff). Manchmal zerfetzte sie Fender und Schlauchboote.
Die Langform ihres Namens, „He owha nā ōku tūpuna“, ist Māori und bedeutet „geschätztes Geschenk unserer Vorfahren“. Der Name wurde ihr 2016 vom lokalen Hapū (Stamm) Ngāti Whātua ki Ōrākei gegeben. Sie wurde zuletzt 2022 gesehen.
Owhas Anwesenheit im Waitematā Harbour war umstritten. Einige Leute wollten, dass sie umgesiedelt wird, da sie Schäden an Schiffsausrüstung verursachte und als Gefahr für Kinder und Haustiere angesehen wurde. Das Department of Conservation (DOC) hat jedoch beschlossen, sie nicht umzusiedeln, da Narkosemittel für Seeleoparden gefährlich sind und die Möglichkeit bestand, dass sie trotzdem zurückkommt.
Das DOC beschreibt Owha als „den weltweit am längsten verfolgten Seeleoparden“ („the longest tracked leopard seal in the world“). Sie hat die Erforschung der Präsenz von Seeleoparden in Neuseeland vorangetrieben, was dazu führte, dass die Art 2019 vom Status Irrgast zu „Ansässige Art“ umklassifiziert wurden.

## Leben
Owha wurde erstmals 2012 vor Dunedin gesichtet. Seit 2015 bewegte sie sich zwischen verschiedenen Orten im Land, darunter an der Ostküste von Northland, im Waitematā Harbour in Auckland, in Dunedin, in der Bay of Plenty, in Whangārei, Waiheke Island und anderen Inseln im Hauraki Gulf, sowie in verschiedenen Mangrovengebieten. Der The New Zealand Herald berichtete, Aucklands Westhaven Marina sei ihr „liebster Sonnenbadeplatz“ („favourite sun-bathing spot“). Sie schlief auf Pontons, was oft Menschenmassen anlockte. Während der COVID-19-Pandemie in Neuseeland rieten die Behörden den Menschen davon ab, ihren Standort online zu veröffentlichen, um nicht gegen die COVID-19-Versammlungsregeln zu verstoßen.
2016 benannte sie der lokale hapū (Maori-Stamm) Ngāti Whātua ki Ōrākei „He owha nā ōku tūpuna“, oder kurz „Owha“. Der Name bedeutet „geschätztes Geschenk unserer Vorfahren“ („treasured gift from our ancestors“). Owha war für ihr „höchst neugieriges Verhalten“ („highly inquisitive behaviour“) bekannt, wie das Magazin Stuff beschrieb. Manchmal zerstörte sie Fender und brachte Schlauchboote zum Platzen. Sie war 3,1 m (10 ft) lang und hatte ein Gewicht von 400 kg (880 lb), Sie war gezeichnet durch eine V-förmige Narbe auf ihrer linken Wange und parallele Narben auf ihrer rechten Seite.
Im Jahr 2017 blieb ein Angelhaken in einer Flosse hängen und sie hatte mehrfach Fremdkörper im Maul, die sie aber meist auf natürlichem Wege wieder loswurde. Im Oktober 2019 fand man sie mit einem blutenden Gesicht. Man identifizierte die Wunde als Schusswunde. Sie erholte sich jedoch. Um die Verursacher zu finden, wurde von der Naturschutzorganisation Sea Shepherd eine Belohnung von 5.000 Dollar ausgesetzt, aber der Angreifer wurde nie gefunden. Im April 2022 arbeiteten das Department of Conservation (DOC), Auckland Zoo und LeopardSeals.org zusammen um Angelhaken, eine Angelschnur und Sinker aus ihrem Maul zu entfernen, Aber es gelang den Helfern nicht, den inneren Haken zu entfernen, da Owha dafür gefangen und betäubt werden müsste, was das Team als zu riskant für Owha ansah. Stattdessen hofften sie, dass der Haken verrosten und die Angelschnur durch den Kot abgehen würde.
Da Seeleoparden wehrhaft sind, hat das DOC in mehreren Jachthäfen in Auckland, die häufig von Owha besucht wurden, Schilder aufgestellt, die erklären, wie man sich in ihrer Nähe sicher verhält. Es wird empfohlen, dass Menschen einen Abstand von mindestens 20 Metern einhalten und Kinder und Hunde fernhalten.
Owha wurde seit Mai 2022 nicht mehr gesichtet.

## Umsiedlungsforderungen
Mehrfach wurde gefordert, Owha aus Waitematā Harbour umzusiedeln, schließlich stellte die Seeleopardin eine Gefahr für Kinder oder Haustiere dar. Außerdem hatte sie Schäden an Schiffsausrüstung verursacht, die sich auf mehrere tausend Dollar beliefen.
Das Department of Conservation erklärte hingegen, dass eine Umsiedlung von Owha keine Option sei, da die dafür benötigten Beruhigungsmittel für sie tödlich sein könnten, da Robben einen Tauchreflex haben, der sie am Atmen hindert. Ein weiteres Gegenargument war, dass Seeleoparden oft weite Strecken zurücklegen. Wenn Owha umgesiedelt worden wäre, hätte sie möglicherweise einfach ihren Weg zurück zum Hafen finden können.
2019 begann das Department of Conservation mit nicht-invasiven Methoden Owha von Westhaven Marina zu vertreiben, unter anderem mit Licht, Geräuschen und Wasserwerfern. Einige Monate später beantragte Empire Capital Limited — der Eigentümer von Bayswater, Pine Harbour und Hobsonville Marina — ebenfalls mit diesen Methoden die Robbe zu vertreiben.
Krista Hupman, Sprecherin von LeopardSeals.org, bemühte sich das Zusammenleben mit Owha und damit auch mit Seeleoparden zu fördern. Sie schlug vor, Spielzeug bereitzustellen, um sie davon abzuhalten, Schäden an der Bootsausrüstung anzurichten.

## Forschung
Laut Department of Conservation ist Owha „die Seeleopardin, deren Werdegang weltweit am längsten beobachtet wurde“ („the longest tracked leopard seal in the world“). Um ihre Bewegungen und die anderer Seeleoparden zu verfolgen, half Department of Conservation dabei, eine Mobile App zu modifizieren, mit welcher Sichtungen von Hector-Delfinen gemeldet wurden, so dass sie andere Meerestiere akzeptieren werden.
Owha ermutigte Krista Hupman, die Präsenz von Seeleoparden in Neuseeland zu erforschen. Mit LeopardSeals.org (welches sie mitbegründete) sammelte sie über 3.000 Sichtungsberichte aus Zeitungen, Museen, einer neuen Hotline und Māori-Muschelhaufen sowie drei Berichte über Geburten auf dem Festland. Daraufhin stufte das Department of Conservation Seeleoparden im Jahr 2019 von einer vagabundierenden Art in Neuseeland zu einer ansässigen Art ein.